# دانگبو
دانگبو (به لاتین: Dangbo) یک منطقهٔ مسکونی در بنین است که در استان اومه واقع شده‌است. دانگبو ۳۴۰ کیلومتر مربع مساحت و ۶۶٬۰۵۵ نفر جمعیت دارد.